# ヒッピアス (小)
『ヒッピアス (小)』（希: Ιππίας Ελάττων, Hippías Eláttōn）は、プラトンの初期対話篇の1つ。副題は「偽りについて」。

## 構成

### 登場人物
- ソクラテス
- ヒッピアス - エーリス出身の代表的なソフィストの一人。
- エウディコス - アテナイにおけるヒッピアスのホスト。『ヒッピアス (大)』でも言及されている[2]。

### 時代・場面設定
年代不詳。アテナイの某所にて、ヒッピアスが聴衆に向かってホメロスら詩人たちについての演説を終え、エウディコスがソクラテスに話しかけるところから、話は始まる。
ソクラテスは、ホメロスの『イーリアス』の主人公アキレウスと、『オデュッセイア』の主人公オデュッセウスを、ヒッピアスはどう思っているのか聞いてみたいと言う。立ち寄ったヒッピアスにそれを聞くと、彼は「アキレウスは最も優れた人物、オデュッセウスは最も抜け目の無い人物」として描かれているという。詳しく聞くと、「抜け目がない人」とは、「偽りの人」のことだという。また、「偽りの人」と「真実の人」は別なのだと言う。
こうして「偽り」にまつわる問答が開始される。

### 特徴・補足
ヒッピアスを題したもう1つの著作、『ヒッピアス (大)』と比べ、半分程度の文量。
アリストテレスがその著書『形而上学』で、本作を引用している。
他にソフィストを扱った対話篇としては、初期のものでは『プロタゴラス』『エウテュデモス』『ゴルギアス』が、後期のものでは『ソピステス』がある。

## 内容
アテナイ某所での演説を終えたソフィストのヒッピアスと、それを聞いていたソクラテスが、「偽り」についての問答を交わす。
ソクラテスが提示した「「真実の人」と「偽りの人」は同一である」という命題に対し、ヒッピアスは議論の途中まで同意しつつも、完全な同意については、拒否し続ける。
ソクラテスは、本当は自分もこの結論には同意できないし、考えがふらついてもいるが、知者であるヒッピアスまでふらつかれると困ると指摘して、話は終わる。
原典には章の区分は無いが、慣用的には18の章に分けられている。以下、それを元に、各章の概要を記す。

### 導入
- 1. アテナイ某所[4]でのヒッピアスの演説が終わり、エウディコスがソクラテスにどうして黙っているのか尋ねる。ソクラテスはヒッピアスに聞いてみたいことがあるのだと言う。ソクラテスはエウディコスの父アペマントスから、ホメロスの作品中、『イーリアス』の方が『オデュッセイア』より勝っており、『イーリアス』の主人公アキレウスの方が、『オデュッセイア』の主人公オデュッセウスよりも優れた人物であることを聞かされており、このことについて、ヒッピアスはどう考えているか教えてもらいたいと言う。
- 2. ちょうどやって来たヒッピアスに対し、エウディコスはソクラテスが何を尋ねてもヒッピアスは容易に答えられるだろうと尋ねる。ヒッピアスは当然だと応じる。

### 「アキレウス」と「オデュッセウス」
- 3. ソクラテスは、先の疑問をヒッピアスにぶつける。ヒッピアスは、ホメロスはアキレウスを「最も優れた人物」として、オデュッセウスを「最も抜け目の無い人物」として描いていると言う。
- 4. ソクラテスは、「抜け目の無い」の意味がよく分からないと尋ねる。ヒッピアスは『イーリアス』の一節[7]を引用しながら、アキレウスが最も「一本気」で「真実の人」、オデュッセウスは「抜け目が無く」て「偽りの人」だと答える。そこでソクラテスは、「抜け目の無い人物」とは「偽りの人」を意味しているのだと理解し、それでは「真実の人」と「偽りの人」は別であって、同一ではないのかと問うと、ヒッピアスは当然だと応じる。

### 「偽り」についての問答

#### 「人々を欺くことにかけて、非常に大きな力」
- 5. ソクラテスは、「偽りの人」というのは、病人のように「何事かを成す力の無い人」なのか、それとも「何事かを成す力の有る人」なのか問う。ヒッピアスは、「人々を欺くことにかけて、非常に大きな力のある者」だと答える。ソクラテスは、では彼らに抜け目が無く、欺瞞者であるのは、「気の良さ」「知恵の無さ」によるものなのか、「狡猾さ」「知恵」によるものなのか問う。ヒッピアスは、「狡猾さ」「知恵」によるものだと答える。ソクラテスは、では彼らは知恵がまわる者なのか問う。ヒッピアスは、肯定する。ソクラテスは、では彼らは自分の行っていることが何であるか知っているのか否か問う。ヒッピアスは、非常によく知っていると答える。ソクラテスは、では彼らは知者なのか問う。ヒッピアスは、人を欺くことにおいては知者だと答える。
- 6. ソクラテスは、では「偽りの人」とは、能力があり、知者である者であると指摘。ヒッピアスも、同意する。ソクラテスは、では彼らはいつでも望む時に偽る能力があるということか問う。ヒッピアスは、肯定する。ソクラテスは、では「偽りの人」とは、知者であり、偽ることにかけて能力のある者ということか問う。ヒッピアスは、肯定する。ソクラテスは、では「自分の望むことを何でも、臨むときに行える者は、能力のある者」だということか問う。ヒッピアスは、肯定する。

#### 「技術」と「真・偽の能力」
- 7. ソクラテスは、ヒッピアスは計算術に修熟しているか問う。ヒッピアスは、誰よりも優れていると答える。ソクラテスは、それはヒッピアスがこのことにかけて、最も能力があり、最高の知者であるからなのか問う。ヒッピアスは、肯定する。ソクラテスは、それではヒッピアスはこのことにかけて、最も優れた者でもあるのか問う。ヒッピアスは、肯定する。ソクラテスは、それではヒッピアスはこの分野においては、「真実を語る」能力を最も多く備えているということか問う。ヒッピアスは、肯定する。ソクラテスは、ではこの分野で「偽りを語る」能力はどうなのか問う。最も真実を語れる限りは、その気になれば、最も偽りを語れるということではないのかと。ヒッピアスも、同意する。ソクラテスは、では「偽りの人」はこの分野においてはどうなのか問う。他の諸々のことで偽る能力があるのなら、計算においてもそうではないのかと。ヒッピアスは、もちろん数に関しても偽る能力があると答える。
- 8. ソクラテスは、では計算についても「偽りの人」がいるということか問う。ヒッピアスは、肯定する。ソクラテスは、他方でヒッピアスは先程、「計算に関する偽りを言う能力を、最も多く備えている人」であることが明らかになったと指摘。ヒッピアスも、同意する。ソクラテスは、またヒッピアスは、「計算に関して真理を言う能力も最大」だと指摘。ヒッピアスも、同意する。ソクラテスは、それでは、計算に関して、偽りと真実を述べる能力を最も多く備えているのは、同じ人物であり、それはすなわち計算家であると指摘。ヒッピアスも、同意する。ソクラテスは、ではこうした事柄では、（冒頭に述べられたように、「偽りの人」と「真実の人」が正反対の別々の人間で、「真実の人」の方が優れているといったことはなくて）同一人物が「偽りの人」でも「真実の人」でもあり、そうである以上「真実の人」が「偽りの人」よりも優れているということもないと指摘。ヒッピアスは、この場合はそのようだと認める。ソクラテスは、他の場合についても調べることを要請。ヒッピアスは、同意する。
- 9. 幾何学、天文学でも同様の考察が行われ、同様の結論を得る。
- 10. ソクラテスは、多才なヒッピアスの諸々の技術を挙げながら、そんな自分や他者の技術に目を向けながら、先の結論に反するような例があったら挙げてみてほしいと問う。
- 11. ヒッピアスは、今すぐにはできないと述べる。ソクラテスは、話題を代えて、それではアキレウスは「真実の人」で、オデュッセウスは「偽りの人」という冒頭の話は誤りで、アキレウスもオデュッセウスも共に、「真実の人」であると同時に「偽りの人」でもあり、似たもの同士だと指摘。
ヒッピアスは、ソクラテスはいつもこうして議論を細切れにしてつつき回し、全体に目を向けないと批判。更に、ソクラテスが望むなら自分はアキレウスがオデュッセウスよりも優れた者であることを多くの証拠を以て証明してみせると述べ、ソクラテスに反論してみるよう要請する。

#### 「故意」と「偶然」
- 12. ソクラテスは、そんなつもりは無いと言いつつ、冒頭でヒッピアスが引用した『イーリアス』の一節[7]の中に腑に落ちない部分があり、ヒッピアスの主張とは逆に、アキレウスが欺瞞者で、オデュッセウスは偽りを言っていないことを示しているのではないかと気付いたと述べ、その箇所[8]を引用しつつ指摘する。
- 13. ヒッピアスは、そこでアキレウスが偽りを述べているのは、企み（たくらみ）によるものではなく、心ならずもそうしているのだと指摘。ソクラテスは、ヒッピアスは自分（ソクラテス）を騙していると批判、アキレウスの偽りが企みではないと述べているが、ホメロスの記述によれば、オデュッセウス以上に欺瞞者である上に、詐欺師であり策士だと、『イーリアス』の該当箇所[9]を引用しながら指摘。
- 14. ヒッピアスは、自分はそうは考えない、その箇所もアキレウスが善意からそうしたのだと指摘。ソクラテスは、しかしそれだと、意図的に偽りを言うオデュッセウスの方が、心ならずも偽りを言うアキレウスよりも優れていることになると指摘。ヒッピアスは、意図的に不正を成し、策謀を巡らせて悪事をはたらく者が、心ならずも偽りを言う者より優れているなんてことはあり得ないと反論。法にしても後者の方が寛大な態度が示されると指摘。

- 15. ソクラテスは、その考えには同意しないが、とは言え、時には正反対に思われることもあり、この点で私の意見はフラついていると告白。
- 16. ソクラテスは、自分が望んでいるのは、より優れているのは、「故意に過ちを犯す者」と「心ならずも過ちを犯す者」のどちらであるかを、十分に調べ上げることだと述べる。
続いてソクラテスは、「良い走者」と「悪い走者」とでは、「速さ」が良いことであり、「遅さ」が悪いことだと指摘。ヒッピアスも、同意する。ソクラテスは、では「故意に遅く走る者」と「心ならずも遅く走る者」、どちらがより優れた走者であるか問う。ヒッピアスは、「故意に遅く走る者」と答える。ソクラテスは、「走る」ということは「行為を成す」ことであり、悪く走る者は、競争の際に、走るという行為を「悪くて恥ずべき形で成している」ことだと指摘。ヒッピアスも、同意する。ソクラテスは、それでは良い走者がこの恥ずべきことを成すのは故意にであり、悪い走者は心ならずもそうしている、ということでいいか問う。ヒッピアスは、肯定する。ソクラテスは、競争の場合は、「心ならずも悪しき行為をなす者」の方が、「故意にそうする者」より劣っているということでいいか再度確認。ヒッピアスは、肯定する。
ソクラテスは、ではレスリングの場合はどうか問う。「故意に倒れる」と「心ならずも倒れる」のどちらが「劣っていて恥ずべきこと」かと。ヒッピアスは、「故意に倒れる」方だと答える。ソクラテスは、ではレスリングの場合、「倒れる」のと「投げ倒す」のとでは、どちらがより劣っていて恥ずべきことか問う。ヒッピアスは、「倒れる」方だと答える。ソクラテスは、ではレスリングにおいても、劣っていて恥ずべき行為を故意に成す者の方が、心ならずもそうする者よりも、優れているということでいいか確認。ヒッピアスは、同意する。
その他、肉体を使う運動全般、体力、体つき、声、障害、低視力、他の五感についても、同様のやり取りが繰り返される。
- 17. 舵、弓、リュラ琴、笛、他の道具全般、乗馬術、狩猟術、弓術、医術、音楽術、技術・知識全般、奴隷の魂と、同様のやり取りが繰り返される。ソクラテスは、最後に「自身の魂」を挙げる。我々の魂においても、心ならずも過ちを犯す場合より、故意にそうする場合を優れたものとみなすと指摘。ヒッピアスは、しかし故意に不正を成す者が優れた者になるとしたら恐ろしいことだと反論。ソクラテスは、しかしこれまでの議論からそういうことになると指摘。ヒッピアスは、同意しない。

#### 「能力」と「知識」
- 18. ソクラテスは、正義の徳とは、「能力」なのか、「知識」なのか、その「両方」なのか問う。もし正義の徳が、魂のある「能力」だとするならば、「能力」においてより勝っている魂は、正しいのではなかったかと指摘。ヒッピアスも、同意する。ではもし「知識」だとするならば、より「知識」のある魂は正しいのではなかったかと指摘。ヒッピアスも、同意する。ではもしその「両方」だとするならば、「能力」と「知識」を兼ね備えている魂はより正しいのではなかったかと指摘。ヒッピアスも、同意する。
ソクラテスは、他方で、「能力」と「知識」を兼ね備えているこの魂は、より優れたものであって、どんな行為においても、立派なことと恥ずべきことの両方を成す能力を、より多く備えているのではなかったかと指摘。ヒッピアスも、同意する。ソクラテスは、するとこのような魂が恥ずべき行為を成す場合には、その「能力」と「知識」を以て、常に故意に行っているのだと指摘。そして、それら「両方」か、どちらか一方かが、正義に属していることになると指摘。ヒッピアスも、同意する。ソクラテスは、また不正をはたらくというのは悪を成すことであり、不正をはたらかないというのは立派な行いをすることだと指摘。ヒッピアスも、同意する。すると、能力において勝っており、より優れている魂は、それが不正をはたらくような場合には、故意に不正をはたらくことになると指摘。ヒッピアスも、同意する。ソクラテスは、しかし「善い人間」というのは、「善き（優れた）魂」を持っている者のことであると指摘。ヒッピアスも、同意する。ソクラテスは、したがって不正を故意に成すことは、「善い人間」の成し得ることだと指摘。ヒッピアスも、同意する。ソクラテスは、したがって、故意に過ちを犯したり、恥ずべき不正なことを成したりする者というのは、「善い人間」をおいて他には無いと指摘。ヒッピアスは、同意しない。

### 終幕
ソクラテスは、言ってる自分も同意できないが、これまでの議論からすると、そういう結論になると指摘。しかし、先に述べたように、自分はこの問題については考えがフラついていると告白。更にソクラテスは、自分や他の凡人が考えがフラつくのは別に驚くべきことではない、しかし、知者であるヒッピアスまでがフラつくようなことになれば、我々にとっては恐ろしいと述べる。あなた達の元へと出かけてきても、そのフラつきから解放されないのだからと。

## 論点

### 「偽り」
本篇では、「偽り（の人）」について、高名なソフィストであるヒッピアスを相手に、ソクラテスによる執拗な追求・問答が繰り広げられる。
「偽りの人」とは、
- 人を欺くことにかけての「能力」「知恵」を持ち、それを「故意」に駆使できる者である

という定義から議論は始まる。
ソクラテスは「故意」の部分に着目し、（「偶然」「無自覚」ではなく）「故意」に人を欺くためには、それぞれの分野・技術についての「能力」「知恵」に優れている必要があり、それぞれの分野・技術において「最も真実を語れる（成せる）人」が、「最も（故意に）偽りを語れる（成せる）人」であると指摘、したがって、（「真実の人」と「偽りの人」は別ものであり、前者の方が優れているというヒッピアスの当初の主張とは異なり）
- 「真実の人」と「偽りの人」は同一である

という命題を提示する。
その後ソクラテスは、様々な技術・知恵について、「故意」に過ちを犯す者の方が、「無自覚」に過ちを犯す者よりも、能力・知恵が高く、優れていること検証していき、「故意の偽り」と「能力・知恵の高さ」の不可分性を確定していく。
そして最終的に、「正義・徳・善」といったものも、それが「能力」「知恵」である以上、それを持ち合わせた者こそが、故意にその反対を成すことができると述べる。

この「故意の偽り」の問題は、プラトンにおいては専ら「ソフィスト」や、彼らが扱う「弁論術（レートリケー）」「論争術（エリスティケー）」と関係してくる問題であり、本篇の後には、『エウテュデモス』『ゴルギアス』『パイドロス』『ソピステス』といった初期・中期・後期対話篇において、繰り返し重要な話題として言及される。
(※なお、「ソフィスト」に加えて、『ソクラテスの弁明』『イオン』『ゴルギアス』『メノン』『国家』等でも言及されているように、「政治家」や「詩人」も、こうした「偽りの人」の中に加えることができるが、「政治家」や「詩人」の「偽り」については、比較的「無知/習性 (ゆえの偽り)」が強調されがちで、(一部の拝金的な詩人を除けば) ソフィスト程には「(偽りの) 故意性」は強調されない。)
そして、本篇でも言及されているように、この「故意の偽り」の問題には、主として、
1. 「偽る能力」と「真実を知る(述べる)能力」の一致性・同等性
2. 「故意に偽れる能力」を実際に使用するのかどうか、その「正・不正」や「動機付け」

という2つの論点が関わっており、プラトンはこれらに関して、
1. 両者は一致しているが、「弁証術（ディアレクティケー）」によって、「対象の真実」を正確に把握している哲学者（愛知者）の方が、「対象の真実」を知らないまま「弁論術（レートリケー）」や「論争術（エリスティケー）」を操っているだけのソフィスト・弁論家よりも、その能力は高い。
2. 哲学者（愛知者）は、(上記の通り)「偽る能力」も高いけれども、その動機・目的が「真・善・美の追求・探求」「神々に対して正しくあること」なので、故意に偽るようなことは無いが、ソフィストは「金儲け・私利私欲」がその動機・目的なので、故意に偽る。

といった、「哲学者（愛知者）」と「ソフィスト」に関する対比的な説明を行なっている。

（※ただし、プラトンは他方で、『国家』の第2巻 (382D) や第3巻 (389B, 414B)、あるいは『法律』の第2巻 (663D-E) などにおいて、「若者・国民を善導するための「有益な偽り (作り話)」なら許される」という趣旨の主張を、繰り返し述べている点にも、留意が必要である。
（更には、『国家』の第5巻 (459D-460A) や、その内容を反復した『ティマイオス』の冒頭 (18D-E) などでは、「優秀な男女」と「劣った男女」をそれぞれ結び付けて、「優秀な血統」のみを残すために、(「婚姻決定のくじ引き」に細工するといった)「偽り/欺き」を用いることすらも、肯定している。）
こうした発想は、『国家』第3巻414Bの記述から、俗に「高貴な嘘」（noble lie）と表現される。
プラトンが様々な対話篇の中で述べている、冥府や宇宙その他の神話や、魂の不死に関しても、「そう考えた方が、勇気づけられ、努力・精進の糧となる」といった趣旨の実践後押しの意図や、実践的な勧奨・命令などの付言と共に述べられることが多いため、こうした意図の下で述べられていると考えられる。）

また、この「故意の偽り」に関しては、『エウテュデモス』や『ソピステス』にて言及されている、「有名な詭弁」と「パルメニデスの主張」の、たまたま一致・重複する部分としての、
- 「虚偽不可能説」(虚偽を行うことは(原理的に)不可能)

といったものがあり、『ソピステス』では、プラトンは長い記述を割いて、その反証を行なっている。

## 日本語訳
- 『プラトン全集〈10〉 ヒッピアス(大) ヒッピアス(小) イオン メネクセノス』 津村寛二、森進一、北嶋美雪、戸塚七郎訳 岩波書店 1975年、復刊2005年